# Hu (vaso)
Uno hu (zh. 壺T, 壶S, HúP, Hu2W) è un antico vaso (spec. un giara) cinese munito di piedistallo e coperchio con due maniglie alla bocca. Si tratta d'una delle più importanti e diffuse tipologie di bronzi rituali cinesi. Simile al vaso 卣T, YǒuP, ne differisce per la foggia più allungata di corpo e collo.
Originariamente manufatti ceramici per servire il vino di riso, vennero poi fusi in bronzo al tempo della dinastia Shang (1600–1045 a.C.) ed utilizzati per le libagioni in onore di dèi ed antenati. Di solito gli hú hanno manici sulla parte superiore o anelli attaccati su ciascun lato del collo. Molti degli hú attualmente esistenti sono privi di coperchio, mentre quelli scavati in tombe come quella di Fu Hao indicano che questo tipo di recipiente potrebbe esser stato originariamente realizzato con coperchi. Sebbene sia più frequente vedere hú con un corpo circolare, appare anche in forma quadrata (zh. Fānghú) o schiacciata (zh. Bianhú), praticamente una fiaschetta. Inoltre, spesso si trovavano in coppia o in set insieme ad altri tipi di vasi.

## Funzione e utilizzo

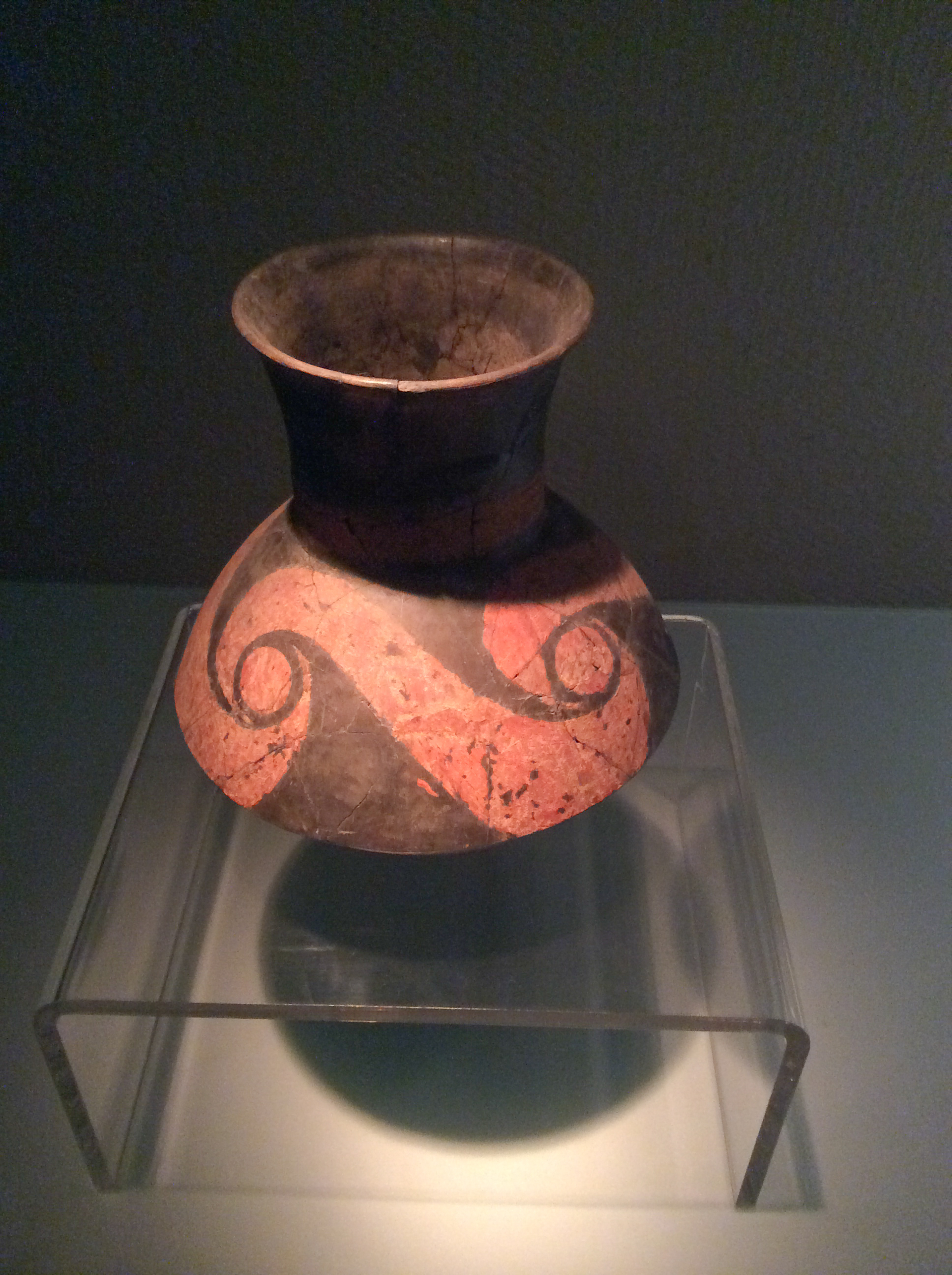
Giara cinese neolitica in ceramica dipinta, sito di Taosi (Museo dello Shanxi).

All'inizio dell'Età del bronzo cinese, l'uso di vasi per vino e cibo aveva uno scopo religioso. Il consumo delle bevande alcoliche, spec. il huangjiu o altro tipo di vino di riso, era fondamentale in questi riti al tempo della protostorica dinastia Shang (1600–1045 a.C.): il vino era raccolto e veicolato tramite le giare hú e consumato tramite le ciotole 簋T, GuǐP mentre altri vasi, i 鼎T, dǐngP, lett. "Calderone" erano preposti alla parte più alimentare del rituale. Il tutto trova il suo sostrato nelle credenze Shang legate allo sciamanesimo ed al culto degli antenati ove i sacrifici avevano lo scopo di placare gli antenati, il cui spirito se inquieto poteva tormentare i viventi, tramite delle libagioni che avrebbe garantito benessere e buona sorte anzitutto a Re-Sciamano Shang ed al suo popolo.
Durante la prima dinastia Zhou occidentale (1046–771 a.C.), si verificò un cambiamento politico e culturale molto importante. Il re Zhou Wu (r. 1046–1043 a.C.), fondatore della nuova dinastia, credeva che i sovrani Shang fossero divenuti degli autocrati viziosi ed indegni il cui smodato consumo d'alcol aveva finito con il giocare loro il c.d. "Mandato del cielo", i.e. il loro diritto divino di regnare, portando così alla caduta della dinastia. A causa di questa convinzione, i vasi per il cibo (e il dǐng in particolare) sostituirono per importanza, nelle funzioni cerimoniali, i guǐ. Le giare hú restarono comunque una delle tipologie di vasi maggiormente utilizzate probabilmente perché la loro forma ne faceva dei contenitori "generici", utilizzabili non solo per il vino ma anche per cibo (fond. i Cinque Grani) e quant'altro: es. il vaso hú trovato nella tomba di Chengdu, era usato per conservare il vino di grano mentre in una tomba limitrofa lo hú era deposto ai piedi del defunto e riempito con armi e strumenti di lavoro.
Nel medesimo periodo, si verificò una vera e propria "Rivoluzione rituale": invece di sacrificare il cibo per compiacere gli antenati, gli Zhou usarono i vasi rituali (anzitutto i dǐng e i guǐ ma non solo) per mostrare lo status del defunto sia ai vivi sia agli spiriti, facendone dei potentissimi status symbol. Le iscrizioni su alcuni vasi indicano che già durante la dinastia Shang, il re donava vasi di bronzo ai vassalli meritevoli. Già entro il 900 a.C., nobili e funzionari del regno Zhou avevano mediato quest'usanza dal re e bronzi di tutti i tipi, compresi gli hú, venivano donati per una varietà di occasioni: regali di nozze (come vale per lo hú noto come "Zhong Bo Hu", le cui iscrizioni rivelano ch'era ad uso dei figli e dei nipoti della sposa), corredi funebri, doni/tributi di viaggio, persino come memento celebrativo per operazioni immobiliari/feudali. Fu in questo periodo che i grandi vasi hú divennero più popolari come oggetti di lusso da regalare e ostentare che come vasi rituali, seppur mantennero il loro uso rituale/funerario anche sotto la dinastia Zhou orientale (770–256 a.C.)
In generale, i bronzi servirono come simboli di autorità per l'élite cinese fino a tutto il Periodo degli Stati Combattenti (453–221 a.C.).

## Storia
Come altri bronzi rituali cinesi, lo hú era originariamente un normale recipiente in ceramica per conservare, trasportare e servire (non per consumare) il vino, in uso presso le Culture neolitiche cinesi: non una forma prototipale quindi, bensì il prodotto ceramico di una società già urbana e socialmente stratificata, che continuò oltretutto ad essere realizzato ed utilizzato a livello domestico/quotidiano mentre versioni in bronzo venivano realizzate per scopi rituali.
Dall'epoca della dinastia Shang (c. 1600–1046 a.C.), gli hú fusi in bronzo nacquero già come oggetti rituali di alto valore per l'élite e venivano spesso sepolti nei tomba dei loro proprietari per l'uso nell'aldilà: una giara hú riccamente decorata figura nel corredo della celebre Tomba di Fu Hao. Le giare erano allora di due tipologie: (i) una giara a bocca piccola e collo lungo; (ii) un'altra a bocca larga e sezione ovoidale piatta. La decorazione ricorrente era il motivo taotie, eventualmente accompagnato dal motivo leiwen (i.e. tuono). La giara quadrata, il fānghú, apparve alla fine della dinastia Shang e nei corredi funebri dei membri più ricchi della società.

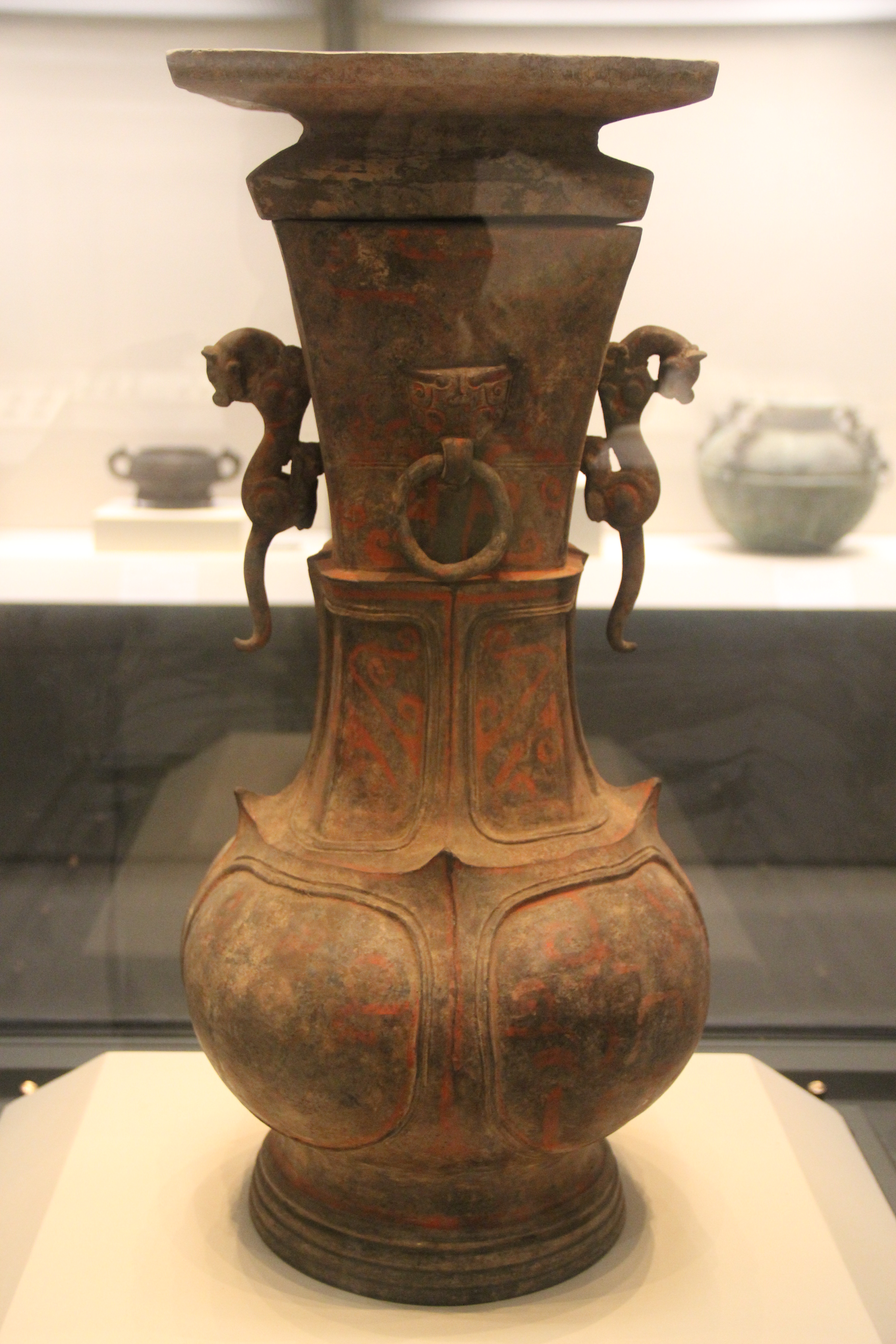
Hú sontuosamente decorato ma realizzato in ceramica, Periodo degli Stati Combattenti (Museo nazionale della Cina).

Passato in uso dagli Shang agli Zhou, lo hú subì diversi cambiamenti. Anzitutto, divenne più comune intorno al IX secolo a.C., forse per cambiamenti nel rituale, rimanendo comunque un contenitore di alcolici ad uso cerimoniale. Oltre al cambiamento di dimensioni, si assiste anche al passaggio delle decorazioni dal taotie a decorazioni animalistiche/geometriche. I rinvenimenti archeologici per il periodo non sono solo di corredi funebri ma anche di tesori occultati in periodo di guerra, con il risultato però che la stratigrafia fornisce meno indizi su funzioni e significati di questi reperti.

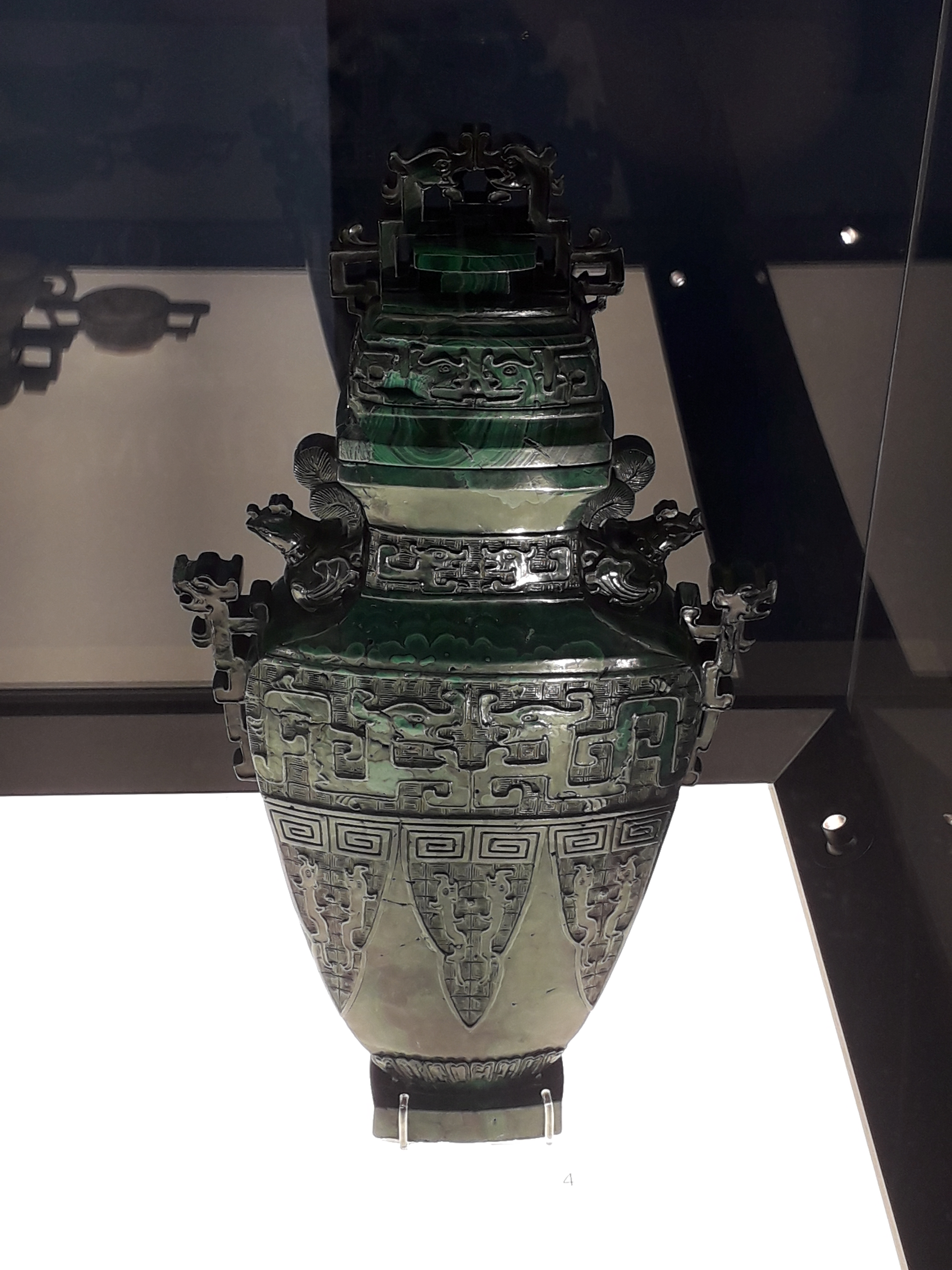
Fānghú in malachite, tarda dinastia Qing (Collezione Passas - Grecia)

Gli Zhou orientali (770–256 a.C.) furono testimoni del declino del governo centrale e dell'ascesa degli stati feudali nella parentesi di caos note come Periodo delle primavere e degli autunni (770–476 a.C.) e Periodo degli Stati Combattenti (475–221 a.C.) In questo contesto di disunità politica, i potenti signori feudali prestarono a malapena fedeltà ai re Zhou, il cui dominio diminuì drasticamente. Tale situazione politica si riflette nello sviluppo dei bronzi rituali, poiché la lavorazione del bronzo, prima appannaggio del monarca, fiorì su larga scala a livello regionale, giocando un ruolo importante nella formazione di nuovi stili (v.si Descrizione).
Nelle Primavere e Autunni, la decorazione dei vasi in alcune regioni rifletté l'influenza dell'arte animalistica cara ai nomadi dell'Asia centrale, mentre i bronzi provenienti da Xinzheng (Henan), Liyu (Shanxi) e Houma (Shanxi) presentano la stilema ricorrente, negli hú, del drago intrecciato che rivelerebbe lo sviluppo ivi di un'arte regionale precipua. Negli Stati Combattenti, i vasi hú, pur mantenendo l'uso rituale, divennero oggetti d'uso sempre più secolare e personale, con conseguente arricchimento dell'impianto decorativo: fantasiose rappresentazioni pittoriche; massiccia diffusione delle tarsie in rame; ampio ricorso all'inserimento di elementi zoomorfi anche tridimensionali; ecc. Il nuovo ricco apparato decorativo non si limitò alle sole giare bronzee ma venne specularmente ripreso anche da quelle realizzate in ceramica, medium plastico mai del tutto abbandonato ed i cui reperti, dagli Stati Combattenti in avanti, si fanno più frequenti.
Gli hú restarono in uso sotto la dinastia Han (206 a.C.–220 d.C.), al principio dell'Impero cinese propriamente detto, e ancora riccamente decorati con tarsie dorate e decori zoomorfi/geometrici. Tuttavia, dopo gli Han, scomparvero come bronzi rituali tornando ad essere oggetti ceramici d'uso comune, destinazione d'uso che hanno mantenuto a tutt'oggi.
L'apprezzamento, la creazione e la raccolta di bronzi cinesi come opere d'arte e non come oggetti rituali iniziò durante la dinastia Song (960–1279), sotto il cui regno l'élite dominante cinese fu interessata da un forte intento archeologico di riscoperta dei bronzi rituali Shang e Zhou, e raggiunse il suo apice durante la dinastia Qing (1636–1912), al tempo dell'imperatore Qing Qianlong (r. 1735–1796), la cui massiccia collezione è registrata nei cataloghi conosciuti come 西清古鑑T, 西清古鉴S, Xīqīng GǔjiànP, Hsi ch'ing ku chienW (1749–1755) e 西清繼鑑T, Xiqing jijianP che ancora oggi costituiscono la principale linea guida per la classificazione delle varie tipologie. Dall'epoca Song in avanti, le dinastie al comando dell'Impero cinese, fossero esse di effettiva etnia Han (Song o Ming) o mongolo-tungusa (Yuan e Qing), promossero un revival degli antichi bronzi rituali tramite altri medium plastici, es. giada, e quali meri gingilli decorativi.

## Descrizione
Lo hú è una giara piriforme munita di piedistallo e coperchio con due maniglie alla bocca, prodotta in Cina sia in forma rotonda che quadrata, c.d. 方壺T, FānghuP, lett. "Giara quadrata", già presente in epoca Shang ma diffusasi capillarmente durante gli Stati Combattenti. Altra variante dello hú era lo 盂T, YúP, una bacinella con maniglie alla bocca, anche quattro, senza bordo. Le giare primitive, come anticipato, erano di due tipologie: (i) a bocca piccola e collo lungo; e (ii) a bocca larga e sezione ovoidale piatta.

### Impianto decorativo
Premesso che stilemi decorativi comuni si rintracciano in tutta la bronzistica rituale cinese e nelle fattispecie nel vasellame, anzitutto perché i decori sui bronzi erano simboli apotropaici la cui eventuale imprecisione sarebbe stata cagione di sventura, l'evoluzione dell'impianto decorativo delle giare hú principiò con il tradizionale stilema sinico del taotie (zh. 饕餮T, Tāo TièP, T'ao T'iehW), la c.d. "Maschera d'Orco". Nel maturo periodo Shang, al taotie s'affiancarono anche raffigurazioni zoomorfe di draghi e bovidi, unitamente al motivo spiraleggiante 雷文T, LéiwénP, lett. "Tuono/Fulmine/Spirale", altro stilema sinico diffusissimo, realizzato con un rilievo più fitto ma meno marcato e profondo che riempie lo spazio e crea una trama di fondo più leggera, meno opprimente. Il sopracitato hú rinvenuto del corredo funebre di Fu Hao presenta appunto taotie su fondo di leiwen. Sotto gli Zhou, il taotie fu sostituito da figure in rilievo pesanti e arrotondate su un fondo piatto, con almeno il caso di una giara tardo-Zhou, il c.d.  "Baihuatan Hú", interamente ricoperta da figure umane richiamanti il vivere quotidiano dell'epoca: l'allevamento del baco da seta, la caccia, il tiro con l'arco e la guerra. Anche i motivi dei draghi intrecciati erano popolari durante il periodo Zhou, così come i disegni a "onda".
Come anticipato, il caos politico degli Zhou orientali favorì lo sviluppo di varianti regionali, sia nella foggia sia nella decorazione, dei bronzi in generale e degli hú in particolare. Intorno al 550 a.C., il c.d. "Stile animalistico" dei nomadi scito-siberiani, sempre più presenti sul territorio cinese, iniziò ad influenzarne i bronzisti, e nuovi soggetti ricorrenti s'affiancarono ai draghi ed ai buoi: leoni, leopardi e uccelli. Alcuni soggetti zoomorfi avevano una funzione puramente decorativa, mentre altri erano realizzati tridimensionalmente ed avevano anche uno scopo funzionale: es. nei c.d. "Hú di Huixian" (oggi al British Museum) le maniglie delle giare sono due tigri. Per lasciare spazio al soggetto zoomorfo, il motivo taotie viene semplificato in un decoro geometrico, mentre si diffonde il massiccio ricorso alla tarsia in rame (uno stilema già presente in epoca Shang ma capillarmente diffusosi solo in questo periodo) che proprio negli hú del tempo arriva ad una spettacolare fioritura tale da farne una caratteristica tipica delle giare di allora.

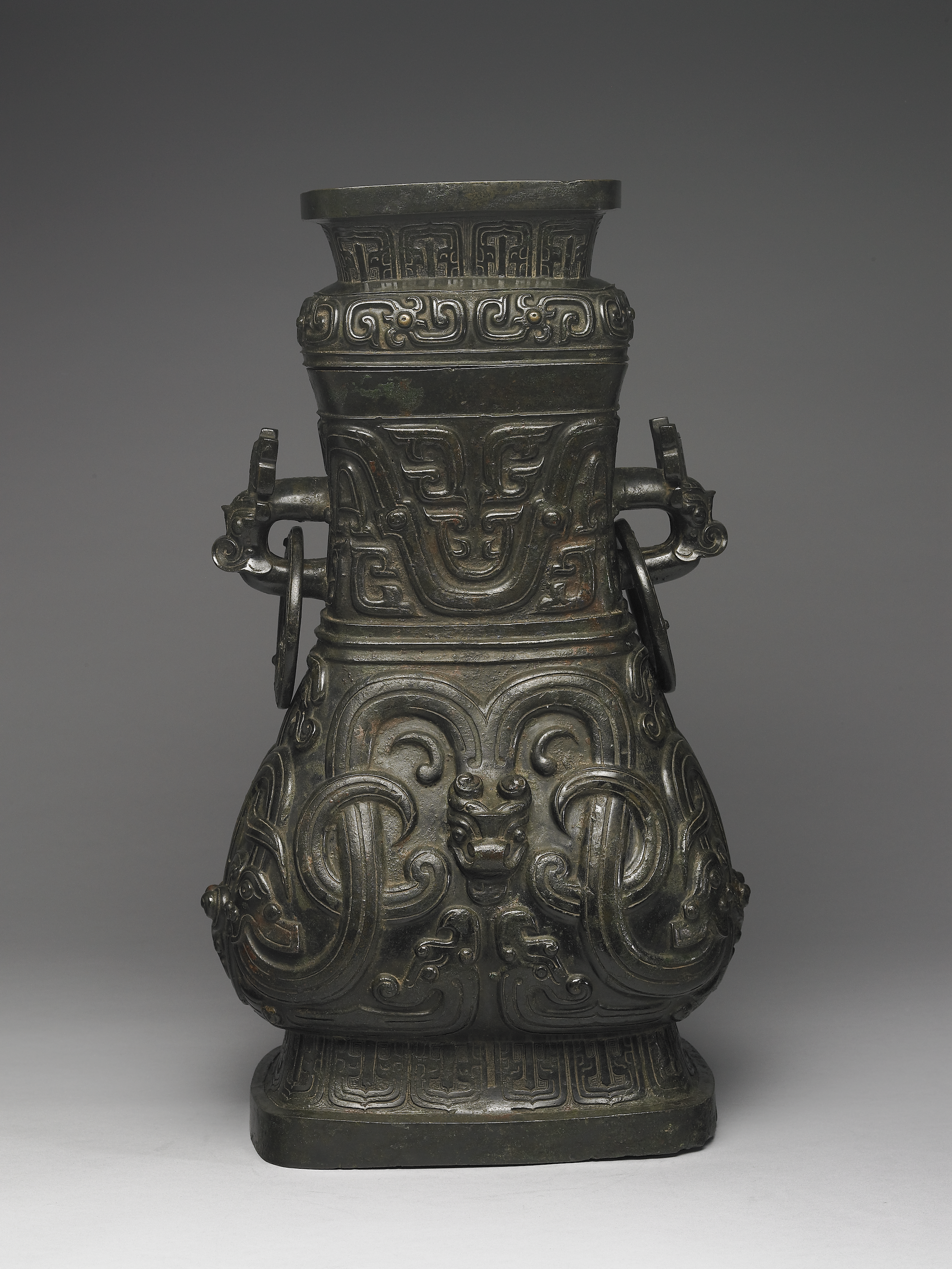
Il c.d. "Hú di Song" - dinastia Zhou occidentale (National Palace Museum).
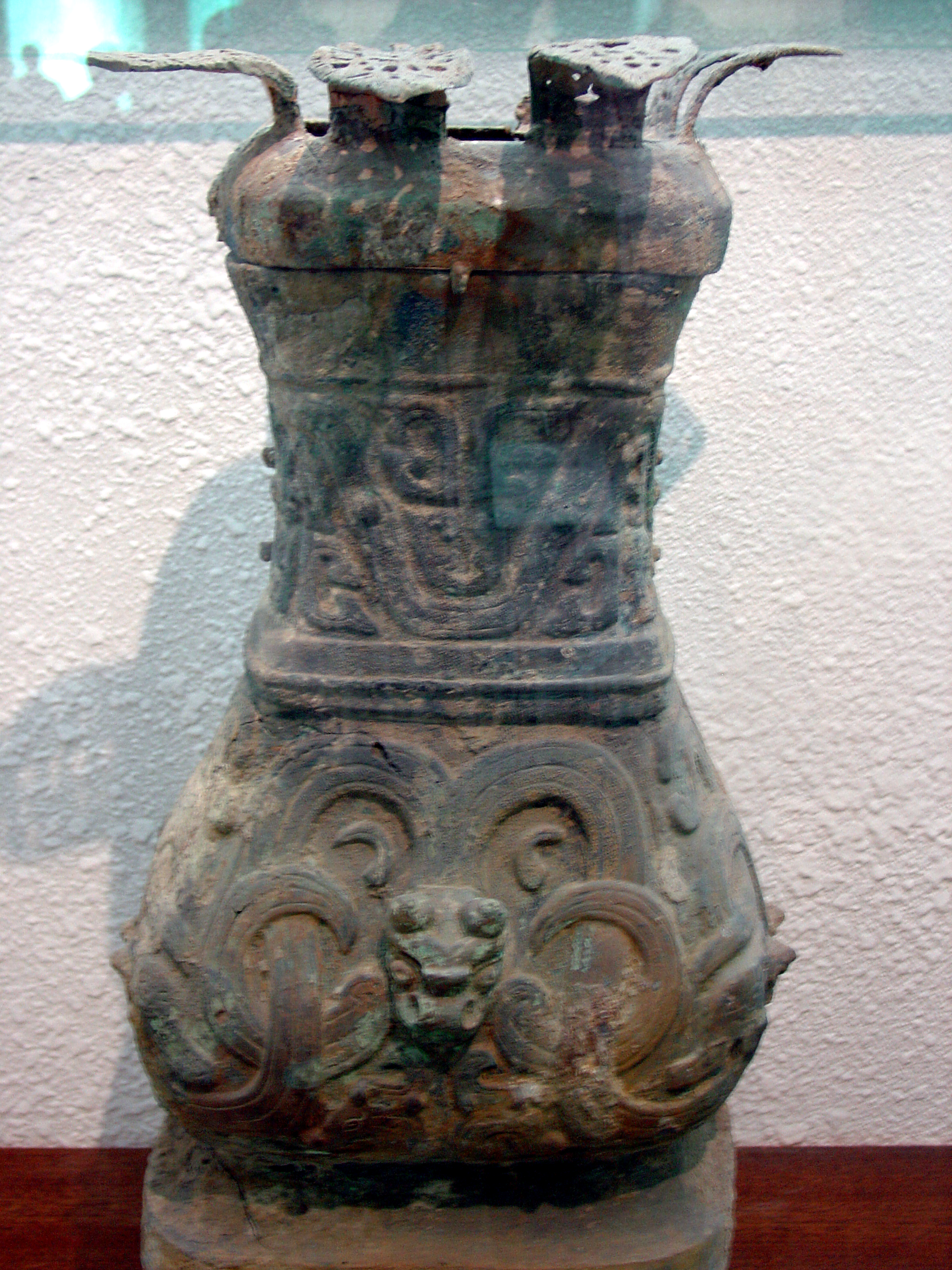
Hú con corona di petali alla bocca - dinastia Zhou orientale (Museo di Luoyang)
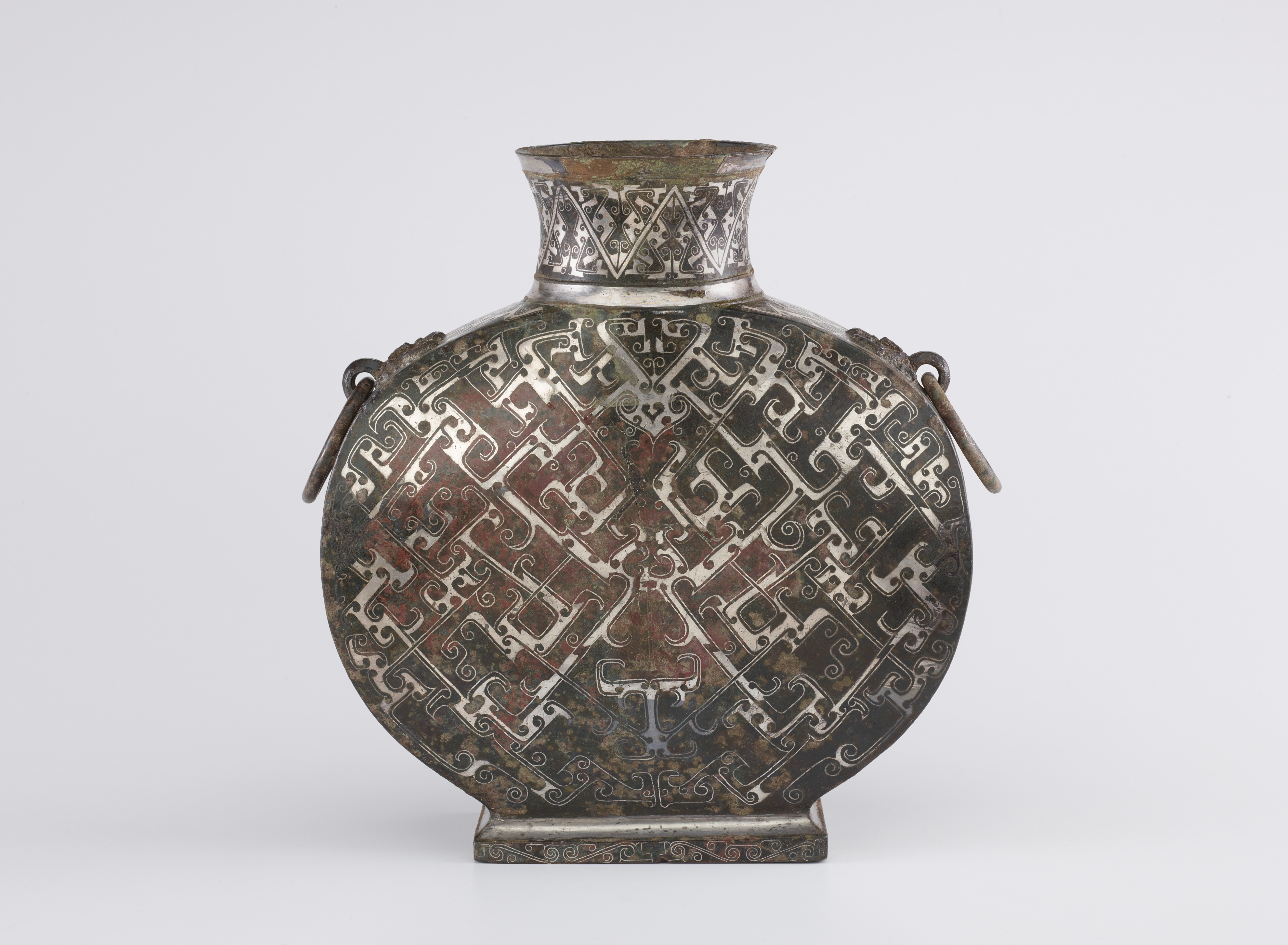
Bianhú con decoro geometrico. Periodo degli Stati Combattenti (Freer Gallery of Art).
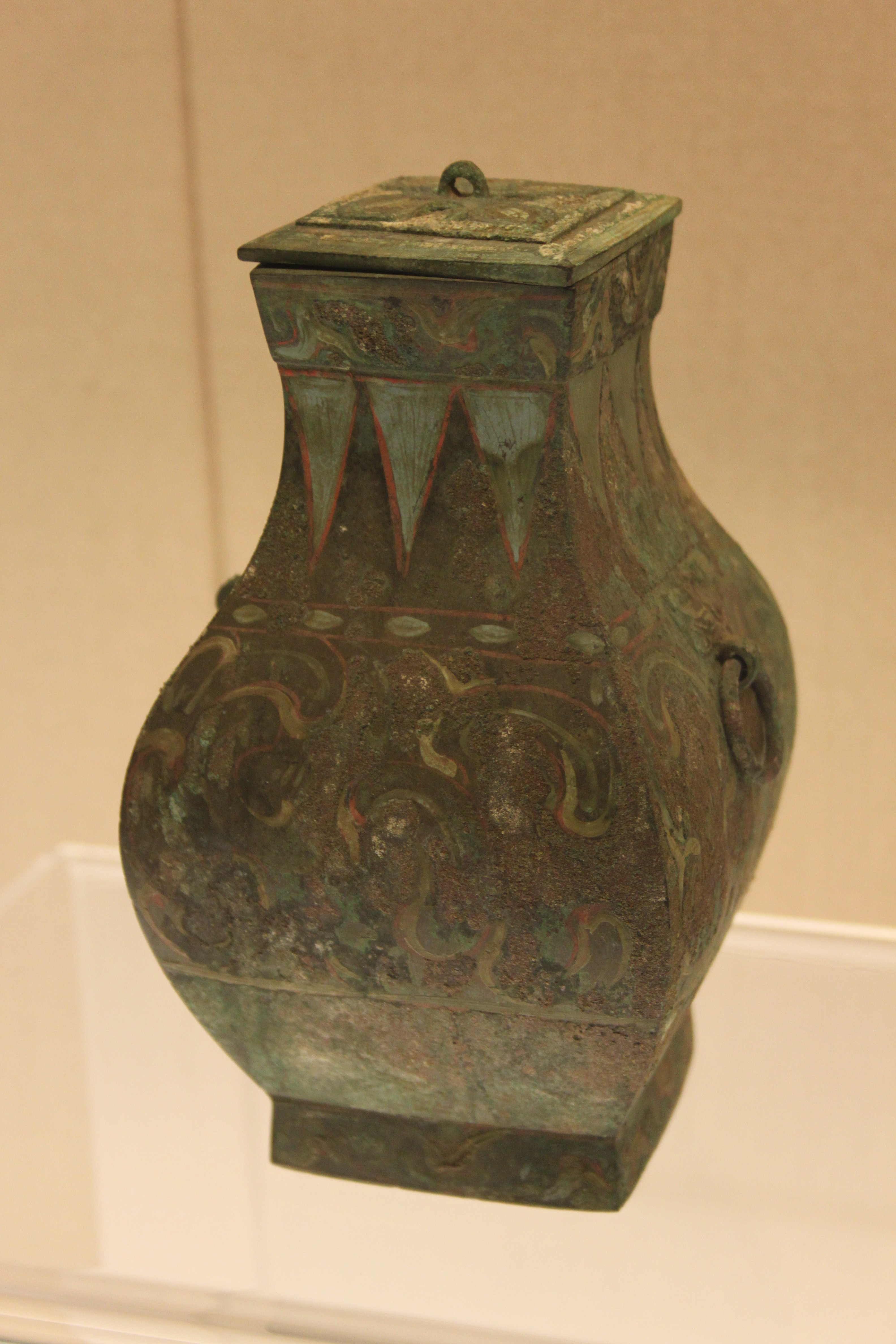
Fānghú con decoro geometrico. dinastia Han occidentale (Museo di Shanghai).

## Esemplari rimarchevoli
Baihuatan Hu
Hú di Huixian
Coppia di hú di 48,3 centimetri (19,0 in), sontuosamente decorati con la tecnica della cera persa e con la bocca coronata di grandi petali, rinvenuti in una tomba a Huixian (Henan), oggi al British Museum. Furono forgiati nel 482 a.C. per volontà del ministro Zhao Meng dello stato di Jin quale dono per il re dello stato di Wu in occasione di un incontro diplomatico.

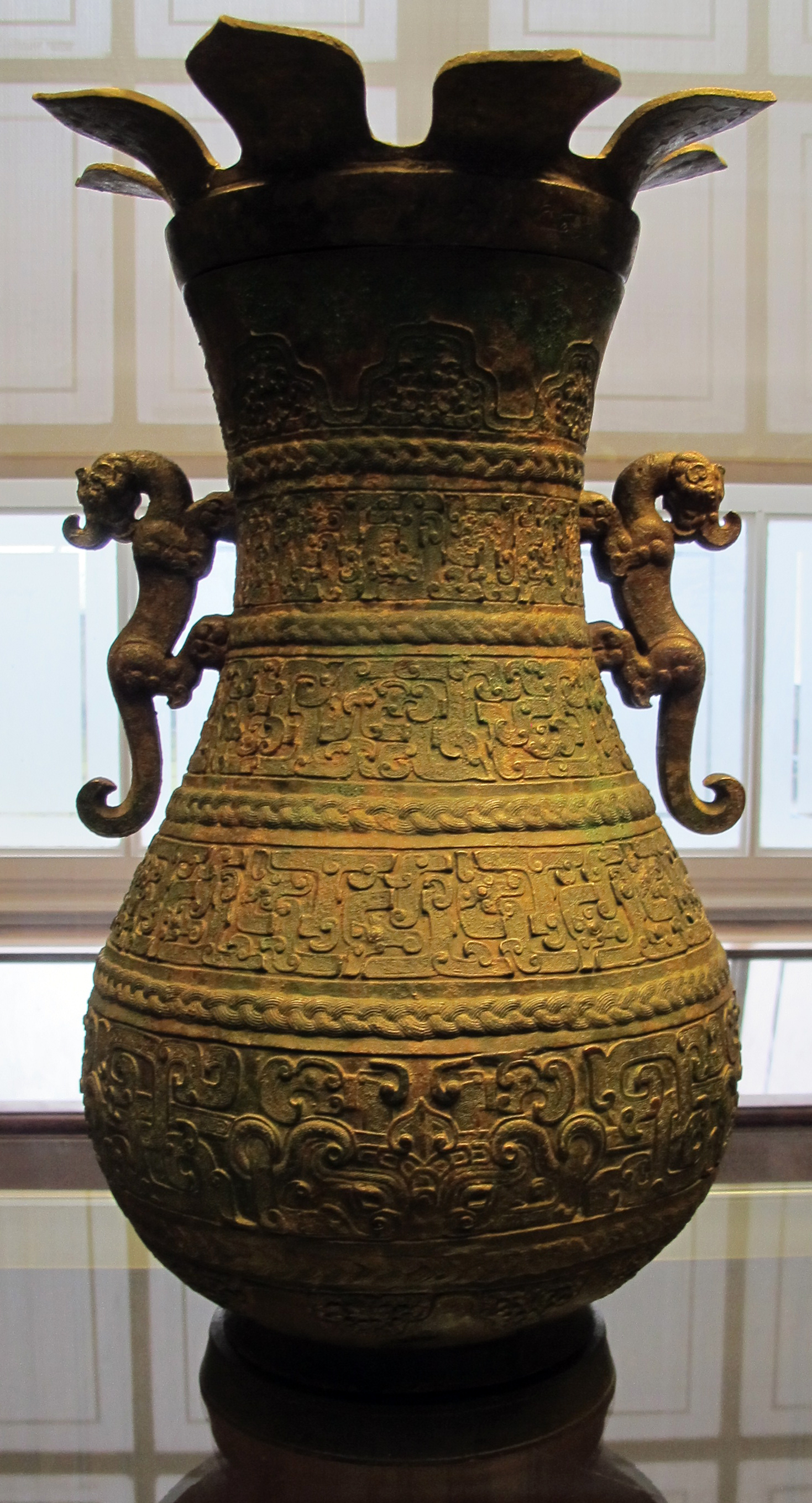
Uno dei due "Hú di Huixian" (British Museum).

### Esplicative
1. ↑  Il motivo della corona di petali alla bocca del vaso ricorre già in alcuni esemplari di hú bronzei della dinastia Zhou occidentale: v.si l'esemplare al Museo di Luoyang.

### Bibliografiche
1. ↑   Kwang-chih Chang, Food in Chinese Culture: Anthropological and Historical Perspectives, Yale University Press, 1977,  p. 30.
2. 1 2   Jessica Rawson, Ancient Chinese and Ordos Bronzes., Oriental Ceramic Society of Hong Kong, 1990,  p. 88.
3. ↑   Birmingham Museum of Art, Birmingham Museum of Art: Guide to the Collection, GILES, 2010,  p. 22, ISBN 978-1-904832-77-5.
4. ↑   Asian Art Museum, Bronze Vessels of Ancient China in the Avery Brundage Collection, Asian Art Museum, 1977,  pp. 94, 100, 102, 122, 128.
5. 1 2  Watson 1962, p. 24.
6. ↑  Fong 1980, p. 8.
7. 1 2 3  Fong 1980, p. 14.
8. ↑  Fong 1980, p. 12.
9. ↑  Kidder 1956.
10. 1 2  (EN) Robert Bagley, Ancient Sichuan:Treasures from a Lost Civilization, The Seattle Art Museum in association with Princeton University Press, 2001,  pp. 219–225, ISBN 0-691-08851-9.
11. ↑  Watson 1962, p. 23.
12. ↑   Jessica Rawson, Western Zhou Ritual Bronzes from the Arthur M. Sackler Collections, The Arthur M. Sackler Foundation, Washington, D.C. and The Arthur M. Sackler Museum, Harvard University, Massachusetts, 1990.
13. ↑  (EN) Thomas Lawton, Chinese Art of the Warring States Period: Change and Continuity 480-222 B.C., Smithsonian Institution Press, 1982,  p. 23, ISBN 978-0-934686-39-6.
14. ↑  Rawson 1987, p. 11.
15. ↑  (EN) Julia M. White e Emma C. Bunker, Adornment for Eternity : Status and Rank in Chinese Ornament, Denver Art Museum in Association with the Woods Pub, 1994.
16. 1 2  Inv. in Fong 1980, pp. 164 e 185.
17. 1 2  Loehr 1968, pp. 197-198.
18. 1 2  (EN) Jessica Rawson, Mysteries of Ancient China: New Discoveries from the Early Dynasties, G. Braziller, 1996,  p. 99.
19. ↑  (EN) Jessica Rawson, Western Zhou Ritual Bronzes from the Arthur M. Sackler Collections., Sackler Foundation, 1990,  p. 610.
20. ↑  Fong 1980, p. 252.
21. 1 2  (EN) Wine container (hu) (China) (1999.46a,b), su Heilbrunn Timeline of Art History, The Metropolitan Museum of Art, ottobre 2006.
22. ↑  Fong 1980, pp. 254-263.
23. ↑  (EN) Mary H. Fong, The Origin of Chinese Pictorial Representation of Human Figure, in Artibus Asiae, vol. 49, 1988–1989,  p. 7, DOI:10.2307/3250045, JSTOR 3250045..
24. ↑  (EN) Zongshu Wang, Han Civilization, Yale University Press, 1982,  pp. 102 e 142.
25. ↑  (EN) Julius Thomas Fraser e Francis C. Haber, Time, Science, and Society in China and the West, Amherst, University of Massachusetts Press, 1986,  p. 227, ISBN 0-87023-495-1.
26. ↑  (EN) John King Fairbank e Merle Goldman, China: A New History, 2. ed. ampliata, Cambridge [e] Londra, The Belknap Press of Harvard University Press, 2006  [1992],  p. 33, ISBN 0-674-01828-1.
27. ↑  (EN) Gerald Holzworth, China: The Three Emperors 1662–1795, The Royal Academy of Arts, 2005. URL consultato il 16 luglio 2024 (archiviato dall'url originale il 12 dicembre 2005).
28. ↑  Delbanco 1983, p. 72.
29. 1 2  Erdberg 1993, pp. 20-160.
30. ↑  Delbanco 1983, pp. 72-75.
31. ↑  Delbanco 1983, pp. 132-133.
32. ↑  Delbanco 1983, pp. 102-107.
33. ↑  (EN) Jessica Rawson, Two Chinese Bronze Ritual Vessels (British Museum), in The Burlington Magazine, vol. 114, n. 837, 1972,  pp. 870-873.
34. ↑  Kidder 1956, p. 27.
35. ↑  Béguin e Chengyuan 1998, p. 139.
36. ↑  Delbanco 1983, p. 140.